# Alpenheggenmus
De alpenheggenmus (Prunella collaris) is een zangvogel uit de familie van heggenmussen (Prunellidae).

## Kenmerken
De vogel wordt 18 cm groot, iets groter dan de huismus. De keel is wit met kleine donkere vlekken (een duidelijk verschil met de heggenmus, die een blauwgrijze keel heeft), de flanken zijn roestkleurig gevlekt. Opvallend is de blauwachtige borst. De rug is bruingroen, evenals de borstrand en de onderstaartdekveren. De geslachten zijn gelijk van uiterlijk.

## Voortplanting
Het nest bestaat uit mos, halmen en wortels en wordt gebouwd in gaten, scheuren en spleten. Een legsel bestaat meestal uit 4 of 5 eieren. De broedtijd loopt van eind mei tot juli.

## Verspreiding en leefgebied
De soort komt voor in bergachtige gebieden in Spanje, Zuid-Frankrijk, Italië, de Balkan, de Alpen en de Karpaten en Azië, boven 1500 meter. Alpenheggenmussen komen voor op rotsachtige berghellingen onder de sneeuwgrens. In de winter daalt hij soms verder af en komt hij dichter bij de bewoonde wereld. De vogel is te vinden bij steenhopen en in weilanden.
De soort telt negen ondersoorten:
- P. c. collaris: van zuidwestelijk Europa tot Slovenië en de Karpaten, noordwestelijk Afrika.
- P. c. subalpina: van Kroatië tot Bulgarije en Griekenland, Kreta en zuidwestelijk Turkije.
- P. c. montana: van noordelijk en oostelijk Turkije tot de Kaukasus en Iran.
- P. c. rufilata: van noordoostelijk Afghanistan en noordelijk Pakistan via de bergen van centraal Azië tot westelijk China.
- P. c. whymperi: de westelijke Himalaya.
- P. c. nipalensis: van de centrale en oostelijke Himalaya tot het zuidelijke deel van Centraal-China en noordelijk Myanmar.
- P. c. tibetana: oostelijk Tibet.
- P. c. erythropygia: van oostelijk Kazachstan en het zuidelijke deel van Centraal-Siberië tot noordoostelijk Siberië, Japan, Korea en noordoostelijk China.
- P. c. fennelli: Taiwan.

## Voorkomen in Nederland
In Nederland is de alpenheggenmus een dwaalgast met 13 goed gedocumenteerde waarnemingen.